# Hudiksvalls flygplats
Hudiksvalls flygplats, tidigare regional flygplats. Linjetrafik har bedrivits till Stockholm-Arlanda samt Stockholm-Bromma. Linjen Hudiksvall-Arlanda flögs mellan åren 1977 och 2001 av olika flygbolag. Bl.a Air Hudik, Holmstroem Air samt Swedeways Airlines. Det bedrivs inte längre någon reguljär trafik.

## Källhänvisningar
1. ↑  ”Fördelning av bidrag till icke statliga flygplatser”. Näringsdepartementet. 23 maj 2002. http://www.transportstyrelsen.se/Global/Luftfart/Flygplatser/bidrag_kommunala_flygplatser_02.pdf?epslanguage=sv. Läst 31 maj 2013.[död länk]